# Филип Клемент
Филип Клемент (Philippe Clement) е белгийски футболен треньор и бивш футболист, мениджър на „АС Монако“. По време на кариерата си като футболист играе на позиция защитник за „Жерминал Берсхот“. Играе успешно и като опорен полузащитник за „Жерминал Берсхот“, „КРК Генк“, „Ковънтри Сити“ и „Клуб Брюж“. Има 38 мача с белгийския национален отбор и е част от отбора на Световното първенство във Франция и на Европейското първенство в Белгия и Нидерландия.
Като мениджър печели три последователни титли на Белгийската професионална лига, с „КРК Генк“ през сезон 2018 – 2019 и с „Клуб Брюж“ през сезони  2019 – 2020 и  2020– 2021. Назначен е за главен треньор на „АС Монако“ през януари 2022 г.